# Памятник А. С. Пушкину (Гера)
Памятник А. С. Пушкину — монумент, который создал скульптор Анатолий Скнарин в память про поэта Александра Сергеевича Пушкина в немецком городе Гера. Считается, что этот монумент является символом укрепления и расширения культурных связей между городами-побратимами Ростовом-на-Дону и Герой.

## История
В процессе работы над памятником Александру Сергеевичу Пушкину в немецком городе Гера, скульптор Анатолий Скнарин рассматривал разные варианты итоговых эскизов, перед тем, как начать воплощать их в жизнь. На одном из этих эскизов был изображен Пушкин во время прогулки. У поэта на голове был цилиндр. Этот вариант в процессе творческой работы был отброшен, и потом, жители Германии сказали, что не зря, ведь в таком образе поэт вполне напоминал местного трубочиста. В Германии, даже в наше время, многие дома отапливаются мини-котельными, для этого используют угольные брикеты. Трубочисты надевают именно такие котелки-цилиндры, поэтому образ Пушкина был бы очень подобен им. Итоговым вариантом, который скульптор Анатолий Скнарин, решил воплотить в жизнь, стал Пушкин с пером в руке, которое ему подарил Гёте. Это перо было доставлено в специальной коробочке в Россию Жуковским, после того, как тот встретился с Гёте. Согласно существующим слухам, это перо использовал Гёте, а когда Пушкин получил его в подарок — хранил в сафьяновом футляре, который для него специально заказал.

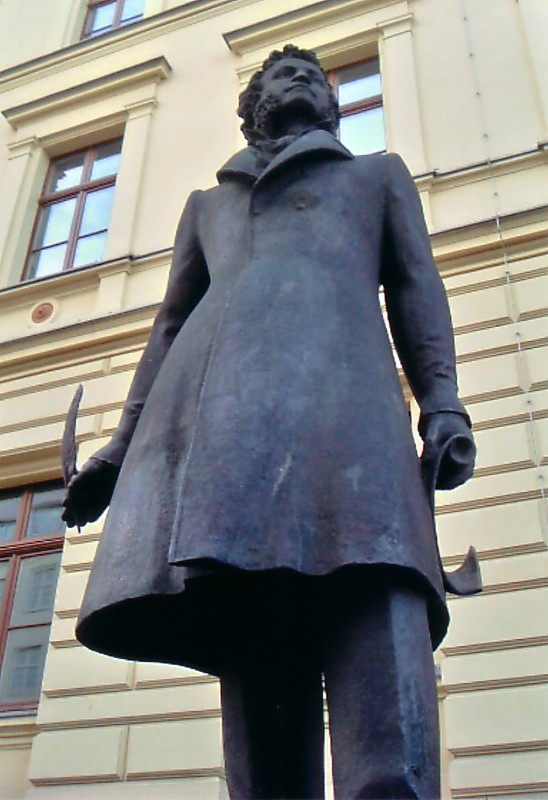
Итоговым вариантом памятника Пушкину стал этот монумент

Согласно российским источникам, создание скульптуры датировано 1987 годом, а согласно немецким — 1989 годом. Монумент выполнен в рост. Поэт облачен в демисезонное пальто, его руки опущены, в правой руке он держит гусиное перо, а в левой — лист бумаги.
Скульптура установлена в городе Гера по адресу Шлоссштрассе,12.